# Comarca de Sòria
La Comarca de Sòria és una comarca situada al centre de la província de Sòria, que està formada per 22 municipis. El cap comarcal és Sòria.

## Municipis
- Bayubas de Abajo
- Bayubas de Arriba
- Blacos
- Calatañazor
- Cidones
- Cubo de la Solana
- Fuentepinilla
- Garray
- Golmayo
- Gormaz
- Los Rábanos
- Quintana Redonda
- Quintanas de Gormaz
- Rioseco de Soria
- Sòria
- Tajueco
- Tardelcuende
- Torreblacos
- Valdenebro
- Valderrodilla
- Velilla de la Sierra
- Villaciervos